# 雷霆特攻隊*
《雷霆特攻隊*》（英語：Thunderbolts*）是一部2025年美國超級英雄電影，改編自漫威漫畫旗下同名超級英雄團隊的故事，由漫威影業製作、華特迪士尼工作室電影發行。電影為「漫威電影宇宙」的第36部電影作品，屬於漫威電影宇宙第五階段。電影由傑克·史崔爾執導，艾瑞克·皮爾森和喬安娜·察洛共同編劇，佛蘿倫絲·普伊、賽巴斯汀·史坦、懷特·羅素、歐嘉·柯瑞蘭寇、路易斯·普曼、潔芮汀·薇思瓦納森、克里斯·鮑爾、溫德爾·皮爾斯、大衛·哈伯、漢娜·約翰-卡門以及茱莉·路易絲-卓佛主演。劇情講述一群反英雄陷入由瓦倫緹娜·艾蕾格拉·德芳亭設下的死亡陷阱後，組成雷霆特攻隊迎戰最強新威脅「哨兵」，過程中他們需要面對自身黑暗過往以完成自我救贖。
《雷霆特攻隊*》2025年4月22日在帝國萊斯特廣場舉行全球首映禮，2025年5月2日在美國上映。

## 劇情
中央情報局局長瓦倫提娜·艾蕾格拉·德芳亭因涉嫌參與OXE集團的多項非法活動，面臨國會彈劾。為掩飾她與該組織的聯繫，她分別派遣伊蓮娜·貝洛娃、「美國特工」約翰·獲加、「鬼魅」艾娃·思塔與「模仿大師」安東妮雅·德雷科夫前往一座OXE秘密保險庫，表面上要求他們銷毀與非法活動相關的證據，實際上卻是誘使他們互相廝殺。在鬼魅殺了模仿大師後，一名自稱叫卜的男子突然現身。眾人隨後發現達芳婷的真正目的是將他們連同證據一同焚毀，於是聯手設法逃出。
達芳婷得知此次行動未能將眾人全數殲滅，並發現卜是「哨兵計劃」人體實驗的唯一倖存者，於是親自趕往現場。卜為掩護伊蓮娜等人撤離，主動引開達芳婷麾下部隊的火力。他身中多槍卻絲毫無損，但在升空後卻因未能控制自身能力而墜地昏迷，達芳婷隨即將他押往紐約的前復仇者大樓，該大樓現已被達芳婷收購並更名為「瞭望塔」。「紅色守衛者」亞歷山·索斯達哥夫無意聽到達芳婷的陰謀，亦趕往現場接走三人。受伊蓮娜兒時所屬足球隊的啟發，紅色守衛者將這四人小隊命名為「雷霆特攻隊」。
國會議員巴基·巴恩斯一直暗中蒐集達芳婷的罪證。他親自出手逮捕逃亡中的雷霆特攻隊，原打算讓他們在聽證會上作證。但在得知卜是達芳婷「哨兵計劃」機密實驗的測試對象後，巴基決定與雷霆特攻隊聯手。雷霆特攻隊在突襲瞭望塔後發現達芳婷已成功拉攏卜，並將他稱為「哨兵」。哨兵輕易擊敗雷霆特攻隊，迫使他們撤退。隨後，哨兵陷入妄想，自認為神，並背叛達芳婷。達芳婷的助手梅麗及時按下緊急停止開關制服哨兵，但卻意外喚醒哨兵潛藏的黑暗人格「虛無」。虛無開始將周遭人群變成影子，並讓黑暗吞噬整個紐約市。
意識到阻止虛無的唯一方法是從內部著手，伊蓮娜主動走進黑暗並變成影子，她的意識因此進入了卜的心理空間。在重新經歷過去的創傷記憶後，伊蓮娜成功找到卜的意識。雷霆特攻隊其餘成員亦自願走進黑暗，與伊蓮娜和卜的意識會合。他們穿越卜的心理空間，最終來到卜接受改造實驗的記憶場景。他們在那裡與虛無交戰，但被迅速擊敗。虛無試圖徹底吞噬卜的意識，雷霆特攻隊在關鍵時刻挺身而出，表達對卜的信任，助他重奪控制權。紐約市與被變成影子的人也得以恢復原狀。
雷霆特攻隊準備逮捕達芳婷時，她卻將他們引到一場記者會上，公開宣稱他們為「新復仇者聯盟」。在片尾片段中，新復仇者聯盟內部討論著與琛·偉遜領導的復仇者聯盟之間的商標爭議，並提及當前正面臨一場重大的太空危機。隨後，他們偵測到一艘印有「4」標誌的異次元飛船正進入大氣層。

## 演員
| 演員              | 角色                               | 備註 |
| ----------------- | ---------------------------------- | --- |
| 佛蘿倫絲·普伊     | 葉蓮娜·貝洛娃                      | 雷霆特攻隊成員。娜塔莎·羅曼諾夫的義妹，兩人均曾在蘇聯紅屋的訓練基地受訓，成為間諜特務。                                                                              |
| 薇樂·麥格勞       | 葉蓮娜·貝洛娃                      | 少女時期的葉蓮娜。 |
| 賽巴斯汀·史坦     | 巴奇·巴恩斯                        | 雷霆特攻隊的實際領導者。曾經被犯罪組織九頭蛇洗腦訓練成為一名毫無任何感情和同情心的刺客「酷寒戰士」。                                                                 |
| 懷特·羅素         | 約翰·沃克／美國特工                | 獲得軍事勳章的美國陸軍軍官，曾經被美國政府任命為新任美國隊長，現在是雷霆特攻隊成員。                                                                                 |
| 歐嘉·柯瑞蘭寇     | 安東妮雅·德雷科夫／模仿大師        | 具有將親眼看過的戰鬥技巧完美複製下來使用的能力。曾被她的父親德雷科夫控制以完成紅室的任務，後被娜塔莎解放。                                                           |
| 路易斯·普曼       | 羅伯特·「鮑伯」·雷諾茲／哨兵／虛無 | 患有失憶症的冰毒癮君子，「哨兵計劃」的倖存者，能力被認為比所有復仇者加起來還強。當內心被黑暗面「虛無」操控時，能夠將人變成影子，拉進由自己的創傷記憶組成的心理空間。 |
| 克萊頓·庫珀       | 羅伯特·「鮑伯」·雷諾茲／哨兵／虛無 | 少年時期的鮑伯。 |
| 潔芮汀·薇思瓦納森 | 梅麗                               | 德芳亭的助手。 |
| 克里斯·鮑爾       | 荷爾                               | 「OXE」保全。 |
| 溫德爾·皮爾斯     | 蓋瑞                               | 動議彈劾德芳亭的國會議員。 |
| 大衛·哈伯         | 亞歷山·索斯達哥夫／紅色守衛者      | 雷霆特攻隊成員，類似於美國隊長的蘇聯超級士兵。曾與娜塔莎、葉蓮娜組成偽裝家庭潛伏在美國，完成任務返國後被囚禁在西伯利亞，直到娜塔莎為了尋找德雷科夫才將其救出。       |
| 漢娜·約翰-卡門    | 艾娃·史塔爾／幽靈                  | 雷霆特攻隊成員。身體因一場實驗事故出現量子變化狀態。 |
| 茱莉·路易絲-卓佛  | 瓦倫緹娜·艾蕾格拉·德芳亭           | 女伯爵兼中央情報局局長，同時是秘密組織「OXE」的領導，也是「哨兵計劃」負責人。                                                                                        |
| 奇亞拉·斯特拉     | 瓦倫緹娜·艾蕾格拉·德芳亭           | 少女時期的德芳亭。 |

此外，艾莉莎·史雲頓飾演安雅（Anya），葉蓮娜在紅屋的第一項任務目標；約書亞·米克爾（Joshua Mikel）和莫莉·卡登（Molly Carden）飾演鮑伯的父母；蓋柏莉·賓德洛斯（Gabrielle Byndloss）回歸飾演奧莉薇亞·沃克（Olivia Walker），沃克的妻子。

## 製作

### 開發
在製作《星際異攻隊》（2014年）期間，導演詹姆斯·岡恩表示對改編自雷霆特攻隊的電影感興趣。但自從岡恩在執導《自殺突擊隊：集結》（2021年）後對該項目不再感興趣，因為DC漫畫的自殺突擊隊與雷霆特攻隊的概念十分相似。2018年6月，漢娜·約翰-卡門表示樂意在《雷霆特攻隊》回歸出演《蟻人與黃蜂女》（2018年）的角色艾娃·史塔爾／幽靈。於《黑寡婦》（2021年）登場的瓦倫緹娜·艾蕾格拉·德芳亭（茱莉·路易絲-卓佛飾演）分別與約翰·沃克／美國特工（懷特·羅素飾演）以及葉蓮娜·貝洛娃（佛蘿倫絲·普伊飾演）合作，表明她正在招募一個像雷霆特攻隊的反派或反英雄團隊。2022年6月，據報導漫威影業將製作《雷霆特攻隊》。該片由傑克·史崔爾執導，艾瑞克·皮爾森撰寫劇本，凱文·費吉擔任製片人。電影於7月舉行的聖地牙哥國際漫畫展上正式宣布，上映日期為2024年7月26日，將成為漫威電影宇宙第五階段的最後一部電影。

### 前期製作
2022年9月，D23博覽會上正式宣佈電影的演員陣容，普伊、羅素、約翰-卡門和路易絲-卓佛確認出演，而賽巴斯汀·史坦、大衛·哈伯和歐嘉·柯瑞蘭寇分別回歸出演巴奇·巴恩斯、亞歷山·索斯達哥夫／紅色守衛者和安東妮雅·德雷科夫／模仿大師。2022年10月，哈里遜·福特確認回歸出演撒迪厄斯·E·「雷霆」·羅斯。2023年1月，路易絲-卓佛確認拍攝將於6月開始進行。同月，據報導阿尤·艾德維利參演未公佈的角色。2023年2月，史蒂文·連參演未公佈的角色。2023年11月，與史蒂文·連友好的漫畫作家羅伯特·柯克曼透露他飾演的角色為哨兵。然而2024年1月，史蒂文·連因為電影延期製作造成的檔期問題退出，但他表示有興趣參演未來的漫威電影。同月底，據報導路易斯·普曼替代史蒂文·連飾演哨兵，潔芮汀·薇思瓦納森替代因日程衝突而退出的艾德維利，而勞倫斯·費許朋和瑞秋·懷茲亦有望回歸飾演比爾·佛斯特以及梅麗娜·沃斯塔科夫。

## 拍攝
電影於2024年2月26日在亞特蘭大的三石製片廠開始進行主體拍攝，工作標題為。拍攝最初定於2023年6月在開始進行。

## 宣傳

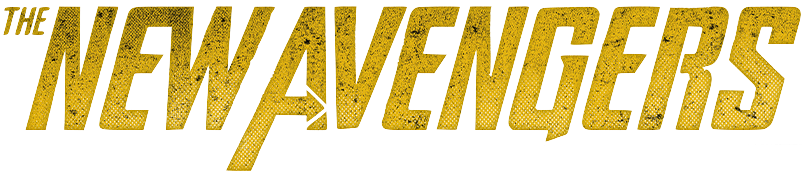
新片名《新復仇者聯盟》的標誌。

2024年4月，制片人凱文·費吉於電影博覽上公佈正式片名為《雷霆特攻隊*》（Thunderbolts*）。对于标题中星号的含义，費吉表示将在电影上映后作进一步解释。2024年9月，漫威影業釋出首支前導預告。
隨著電影上映後，漫威影業將電影更名為《新復仇者聯盟》，並釋出一段由主演們撕開海報上的《雷霆特攻隊*》標題，揭露新片名為《新復仇者聯盟》的影片。廣告看板和戲院招牌也更換為《新復仇者聯盟》，並釋出全新海報。迪士尼澄清，電影並未正式更名，新片名只是把星號的含義「拼寫出來說明」。

## 發行
《雷霆特攻隊*》於2025年4月22日在倫敦帝國萊斯特廣場舉行歐洲首映禮，2025年4月28日在洛杉磯舉行首映禮，並於2025年5月2日在美國院線上映。此前，上映日期曾定於2024年7月26日、2024年12月20日、2025年7月25日以及2025年5月5日。該片為漫威電影宇宙第五階段最後一部電影。

## 迴響

### 評價
根据評論匯總网站爛番茄汇总的367篇评论文章，88%的评论家给予该作正面评价。在Metacritic上，53位影評人共給予了68分的分數（滿分100分），這部電影獲得了「普遍好評」。

### 票房
| 上一届： 《MINECRAFT：我的世界大電影》 | 2025年香港一週票房冠軍 第17-18週 | 下一届： 《死神來了：血脈》         |
| 上一届： 《MINECRAFT：我的世界大電影》 | 2025年香港週末票房冠軍 第18-19週 | 下一届： 《死神來了：血脈》         |
| 上一届： 《罪人》                      | 2025年美國週末票房冠軍 第18-19週 | 下一届： 《絕命終結站 血脈》        |
| 上一届： 《會計師2》                   | 2025年台北週末票房冠軍 第18-19週 | 下一届： 《不可能的任務：最終清算》 |

## 備註
1. ↑  星號代表電影的新名稱，即片尾揭示的《新復仇者聯盟》[5]。
2. ↑  後續劇情參見2026年電影《復仇者聯盟：末日之戰》。

## 外部連結
- 官方网站
- 互联网电影数据库（IMDb）上《雷霆特攻隊*》的资料（英文）
- 爛番茄上《雷霆特攻隊*》的資料（英文）
- Box Office Mojo上《雷霆特攻隊*》的资料（英文）
- AllMovie上《雷霆特攻隊*》的资料（英文）
- Metacritic上《雷霆特攻隊*》的資料（英文）
- 開眼電影網上《雷霆特攻隊*》的資料（繁體中文）
- 豆瓣电影上《雷霆特攻隊*》的資料 （简体中文）
- 时光网上《雷霆特攻隊*》的資料（简体中文）